# Eriopus remotifolius
Eriopus remotifolius là một loài Rêu trong họ Hookeriaceae. Loài này được Müll. Hal. mô tả khoa học đầu tiên năm 1847.